# Santiago Mbanda Lima
Santiago Mbanda Lima (Viseu, 18 de maio de 1989), também conhecido como Yagombanda ou Santiago D'Almeida Ferreira, é um artivista e diretor financeiro angolano-português. Foi cofundador e codiretor da organização não-governamental Ação Pela Identidade (API), da qual foi o primeiro presidente. Foi a primeira pessoa abertamente intersexo em Portugal e nos restantes países de língua oficial portuguesa, militando também pelas causas antirracistas e feministas. É um ativista conhecido no meio LGBTI .

## Percurso
Nascido na cidade de Viseu, Santiago trabalhou nesta e em outras cidades portuguesas, além de Hamburgo, na Alemanha, até se estabelecer em Lisboa, onde constituiu a associação Ação Pela Identidade, em outubro de 2015. Atualmente, reside no Entroncamento.

### Direitos intersexo
Tem se notabilizado enquanto porta-voz pelos direitos intersexo, ao nível nacional em Portugal, e a nível internacional. “Saiu do armário” como uma pessoa intersexo na Assembleia da República, numa audição pública a 5 de maio de 2015 - iniciando um processo legislativo por uma lei de proteção das características sexuais. Em abril de 2016, o seu perfil foi destacado pela revista norte-americana The Advocate, e em janeiro de 2018 foi entrevistado por Fátima Lopes, no talk-show A Tarde é Sua, transmitido pela TVI.
A 26 de janeiro de 2018, foi ouvido pela Subcomissão para a Igualdade e Não-discriminação, no âmbito do debate parlamentar em torno da futura Lei nº 38/2018, de 7 de agosto, tendo sido a única pessoa intersexo e o único especialista na matéria ouvido pelo parlamento ao longo das várias audições. Em maio de 2018, Santiago foi a única pessoa intersexo a participar na campanha governamental "Trans e Intersexo: #DireitoASer", lançada durante as comemorações do Dia Internacional de Combate à Homofobia, à Transfobia e à Bifobia, durante o "6º International IDAHOT Fórum, que se realizou pela primeira vez em Lisboa. Lançada um mês após a provação pelo parlamento, no dia 13 de abril de 2018, da lei de Direito à autodeterminação de género e proteção das características sexuais (Lei nº 38/2018), esta campanha foi pensada, nas palavras de Rosa Monteiro, Secretária de Estado para a Cidadania e Igualdade, para dar "rosto e voz a protagonistas desta história", dada a importância de que os "grupos T e I [dentro do movimento LGBTI] estejam a ver a sua situação reconhecida como uma área de intervenção urgente".

### Artivismo
Santiago desenvolve o seu projeto artístico com o nome Yagombanda. Desde 2015, tem oferecido várias oficinas de artivismo, incluíndo workshops no European Youth Centre de Budapeste, na Hungria, ou no Centro de Juventude de Almada, em Portugal.
Em 2016, Santiago concebeu, com a Ação Pela Identidade, a campanha #AnoGisberta, para assinalar o 10º aniversário do homicídio de Gisberta Salce, mulher trans basileira e trabalhadora do sexo assassinada em Portugal, em 2006. Além de assumir toda a direção artística da campanha, Santiagou organizou no espaço cultural Maus Hábitos, no Porto, a instalação #EstaçãoGisberta, com a sua curadoria e para qual criou a obra Sem título, de técnica mista.
Em 2018, Santiago regressa à sua cidade natal para inaugurar a House of Yagombanda, inspirada pelas culturas negras, queer e afro, apresentando-se no dia 18 de maio da 2018 no histórico Auditório Mirita Casimiro com o monólogo Crónica dum falhado, integrado na programação do 19.º Festival de Teatro de Viseu, e nos dias 7 e 8 de julho de 2018 com a performance SAVAGE, que introduz o APIARIU, concebido como a nova casa da Ação Pela Identidade em Viseu, e que integrou a programação dos Jardins Efémeros.

### Política
Em 2024, Santiago esteve no 10.º lugar da lista de candidatos do Bloco de Esquerda às eleições parlamentares europeias desse ano.